# 重光葵
重光 葵（しげみつ まもる、1887年〈明治20年〉7月29日 - 1957年〈昭和32年〉1月26日）は、日本の外交官・政治家。位階は従二位、勲等は勲一等。外交官の重光晶は甥。

## 来歴・人物

### 生い立ち
大分県大野郡三重町（のち大分県豊後大野市）に士族で大野郡長を務める父・重光直愿と母・松子（重光景行の娘）の次男として生まれた。しかし、母の実家（重光家本家）に子供がなかったため養子となり、重光家26代目の当主となった。旧制杵築中学、第五高等学校独法科を経て、東京帝国大学法科大学を卒業する。

### 外交官として
文官高等試験外交科合格後の1911年（明治44年）9月、外務省に入省（第20回、芦田均・堀内謙介・桑島主計らと同期）、在ドイツ外交官補、在イギリス大使館三等書記官、アメリカポートランド領事、パリ講和会議日本全権団員、条約局第一課長、在中華民国公使館一等書記官、在ドイツ大使館参事官、上海総領事を経て、1930年（昭和5年）には駐華公使となる。
1931年（昭和6年）9月、日本陸軍の一部が突如満洲を制圧しようと満州事変を引き起こし、国際問題となる。これに対し、重光は「明治以来積み立てられた日本の国際的地位が一朝にして破壊せられ、我が国際的信用が急速に消耗の一途をたどって行くことは外交の局に当たっている者の耐え難いところである」（重光著『昭和の動乱』より）と怒り、外交による協調路線によって収めようと奔走。1932年（昭和7年）1月、第一次上海事変が起き重光は欧米諸国の協力の下、中華民国との停戦交渉を行う。
何とか停戦協定をまとめ、あとは調印を残すだけとなった同年4月29日、上海虹口公園での天長節祝賀式典において朝鮮独立運動家・尹奉吉の爆弾攻撃に遭い重傷を負う（上海天長節爆弾事件）。重光は激痛の中「停戦を成立させねば国家の前途は取り返しのつかざる羽目に陥るべし」と語り、事件の7日後の5月5日、右脚切断手術の直前に上海停戦協定の署名を果たす。このとき重光の隣でやはり遭難し片目を失った海軍大将の野村吉三郎も、後に外相、そして駐米大使となり、日米交渉の最前線に立つことになる。なお、弁当箱状の爆弾が投げつけられた時、逃げなかったことについて「国歌斉唱中だったから」と答えている。
第1次上海事変を中華民国が国際連盟に提訴したことを引き金に、1933年（昭和8年）2月24日、国際連盟で日本軍の満州での行動を不当とする決議案（リットン報告書）が 賛成42ヵ国 対 反対1ヵ国（日本） で採択された。これを不服とする日本は国際連盟から脱退を宣言し国際社会から孤立していく。このころ重光は「欧米の国々は民族主義を欧州に実現することに努力した。しかしながら彼らの努力はほとんど亜細亜には向けられなかった。欧米は阿弗利加および亜細亜の大部分を植民地とし亜細亜民族の国際的人格を認めないのである」と手記を残し、白人による亜細亜支配であれば許されるのかと怒っている。
その後、駐ソ公使（張鼓峰事件、乾岔子島事件に関与）、駐英大使を歴任。特に日英関係が悪化する中での関係好転や、蔣介石政権への援助中止要請などに尽力する一方、欧州事情に関して多くの報告を本国に送っており、その情報は非常に正確なものだった。
重光が「日本は絶対に(欧州戦争に)介入してはならない」と再三東京に打電したが日本政府は聞き入れず、1940年（昭和15年）9月27日、松岡洋右外相（第2次近衛文麿内閣）がドイツとイタリアとの日独伊三国同盟を締結し、戦争中のイギリスやフランスのみならず、まだ参戦していないアメリカの対日姿勢をより強硬なものにしてしまった。
1941年（昭和16年）12月8日（日本時間）、大東亜戦争（太平洋戦争）が始まる。日本は東南アジアのイギリスやオランダ、アメリカなどの欧米の植民地を次々と占領。外交官として重光はこれに対し「日本はいやしくも東亜民族を踏み台にしてこれを圧迫し、その利益を侵害してはならない。なぜならば武力的発展は東亜民族の了解を得ることができぬからである」と怒っている。
同年12月19日、駐英大使を罷免、本多熊太郎の後を受ける形で駐華大使の発令を受ける。

### 戦時中の外相
東條英機内閣・小磯国昭内閣において外相を務める。東條内閣にあっては大東亜省設置に反対した。しかしながら、東條首相のブレーンとして自らの主張を現実にするため、1943年（昭和18年）11月の大東亜会議を開くために奔走。大東亜の国々が互いに自主独立を尊重して差別なく対等な立場で協力することを宣言した（大東亜共同宣言）。

### 敗戦国の全権

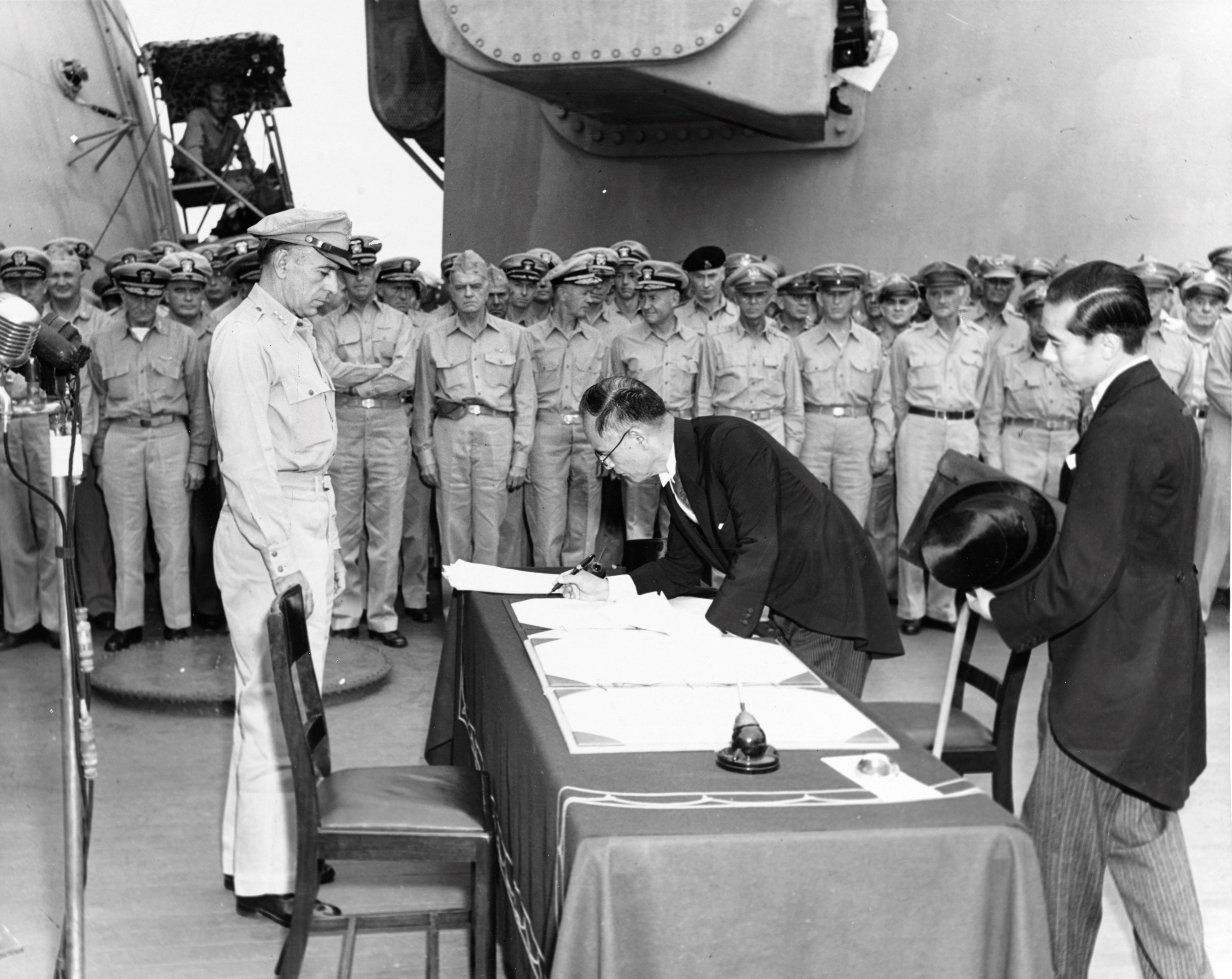
降伏文書調印
1945年9月2日東京湾上に停泊のアメリカ戦艦「ミズーリ」甲板にて。中央で署名するのが重光全権、その左（写真右端）は加瀬俊一、重光の前方で署名を見守るのはリチャード・サザーランド中将。

重光は敗戦直後に組閣された東久邇宮稔彦王内閣で外務大臣に再任され、日本政府の全権として降伏文書に署名するという大役を引き受ける。
1945年（昭和20年）9月2日朝に、東京湾に停泊した米海軍の戦艦ミズーリの甲板上で、降伏文書調印式が行われ、全権団代表として大本営・参謀総長梅津美治郎と共に署名した。重光はこれを「不名誉の終着点ではなく、再生の出発点である」と捉え、その時の心境を「願くは 御國の末の 栄え行き 我が名さけすむ 人の多きを」と詠んでいる。
戦後日本を占領したGHQは、占領下においても日本の主権を認めるとしたポツダム宣言を反故にし、行政・司法・立法の三権を奪い軍政を敷く方針を示した。公用語も英語にするとした。重光葵は、マッカーサーを相手に「占領軍による軍政は日本の主権を認めたポツダム宣言を逸脱する」「ドイツと日本は違う。ドイツは政府が壊滅したが日本には政府が存在する」と猛烈に抗議し、布告の即時取り下げを要求。その結果、占領政策は日本政府を通した間接統治となった。

### 東京裁判
外相辞任後は、極東国際軍事裁判における外務省関係容疑者の弁護の準備を進めていたが、1946年（昭和21年）4月13日に来日したソ連代表検事のセルゲイ・A・ゴルンスキーがジョセフ・キーナン首席検事に対して、重光が第二次世界大戦中に東條内閣、小磯内閣で外務大臣を務めたことを理由として、重光をA級戦犯として起訴するよう強硬に要求してきた。

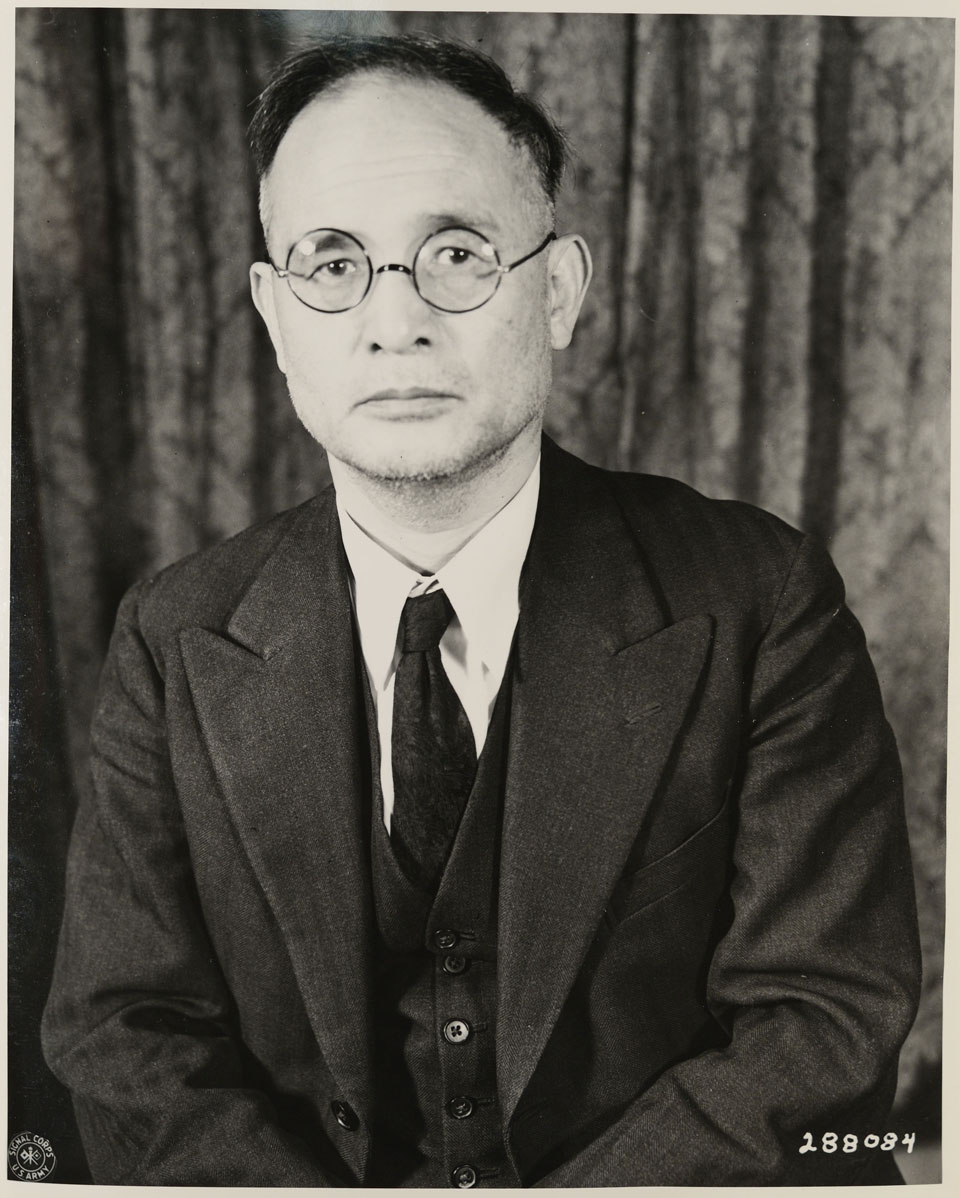
巣鴨プリズン収容中の重光葵

当初、GHQは重光を戦犯として起訴する意思は皆無で、キーナンをはじめとするアメリカ側検事団も強く反対した。しかし、当時のアメリカ民主党政権は「要求を受け入れられないのなら、裁判に参加しない」というソ連側の揺さぶりに屈する形となり、マッカーサーも要求を容認せざるを得なくなった。結局、4月29日の起訴当日に逮捕起訴され、1948年（昭和23年）11月12日に有罪・禁錮7年の判決を受けた。
裁判においては、高柳賢三・ジョージ・ファーネス両弁護人の尽力などもあって、その判決は禁錮7年というA級戦犯の中では最も軽いものとなったが、日本だけではなく当時の欧米のメディアも重光の無罪は間違いないと予想していただけに、有罪判決はソ連を満足させるためのGHQによる政治的妥協であると評する声も多かった。事実、当時の巣鴨プリズンで憲兵を務めていたブルーム大尉は「驚いた。貴下の無罪は何人も疑わぬところであった」と憤りを表し、憲兵隊長ケンワージー中佐などは「判決は絶対に覆るはずだ」とまで述べていたという。また主席検事のキーナンは「なんというバカげた判決か。シゲミツは、平和主義者だ。無罪が当然だ。マツイ、ヒロタが死刑などとは、まったく考えられない。マツイの罪は、部下の罪だから、終身刑がふさわしい。ヒロタも絞首刑は不当だ。どんなに重い刑罰を考えても、終身刑まではないか。」と重光らの判決を批判している。
4年7ヵ月の服役の後、1950年（昭和25年）11月21日に巣鴨拘置所を仮出所。高柳、ファーネス両弁護士が出迎える中、拘置所のデービス中佐と握手。所員が拍手で見送る中、拘置所を後にし自宅へと戻った。仮出所の処分は、1952年、連合国と日本の講和条約の発効後、講和条約の規定に基づいて、日本政府と極東国際軍事裁判に参加した全ての国の政府との合意により、恩赦により刑の執行を終了した。

### 戦後
重光は講和条約の発効、公職追放解除後は衆議院議員に3回選出された。改進党総裁・日本民主党副総裁を務めた。改進党総裁であった1952年（昭和27年）に野党首班として内閣総理大臣の座を吉田茂と争い、内閣総理大臣指名選挙の衆議院で2位。続く1953年（昭和28年）の総選挙後、少数与党となった吉田の自由党からの連立の呼びかけを拒否する。野党の首班候補として重光の内閣総理大臣指名が現実のものとなりかけたが野党の足並みが乱れ、左右社会党の支持を得られず決選投票で敗北。吉田との会談により閣外協力を受け入れた。
同年9月27日、吉田との会談で保安隊の自衛隊への切り替え、長期防衛計画で合意した。その後、鳩山一郎派と合同して日本民主党を結党させる。1955年（昭和30年）の保守合同による自由民主党の結党に参加。
1954年（昭和29年）12月 - 1956年（昭和31年）12月の期間、第1 - 3次鳩山一郎内閣で副総理兼務で、大戦中の3回に続き4度目の外務大臣を務めた。1955年（昭和30年）4月、インドネシアでアジア・アフリカの29カ国が集まるアジア・アフリカ会議（バンドン会議）が開かれ、アジア・アフリカの国々が第三勢力として協力し合う方針を打ち出した。日本はこの会議でアジアの一員として国連加盟の支持を得た。
同年8月、アメリカを訪問。ワシントンでダレス国務長官らと会談し、同年8月29日、極東の安定と平和、日米安全保障条約改定の条件などを盛り込んだ共同声明を発表した。

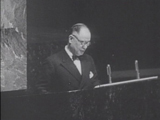
国連総会で加盟受諾演説をおこなう重光

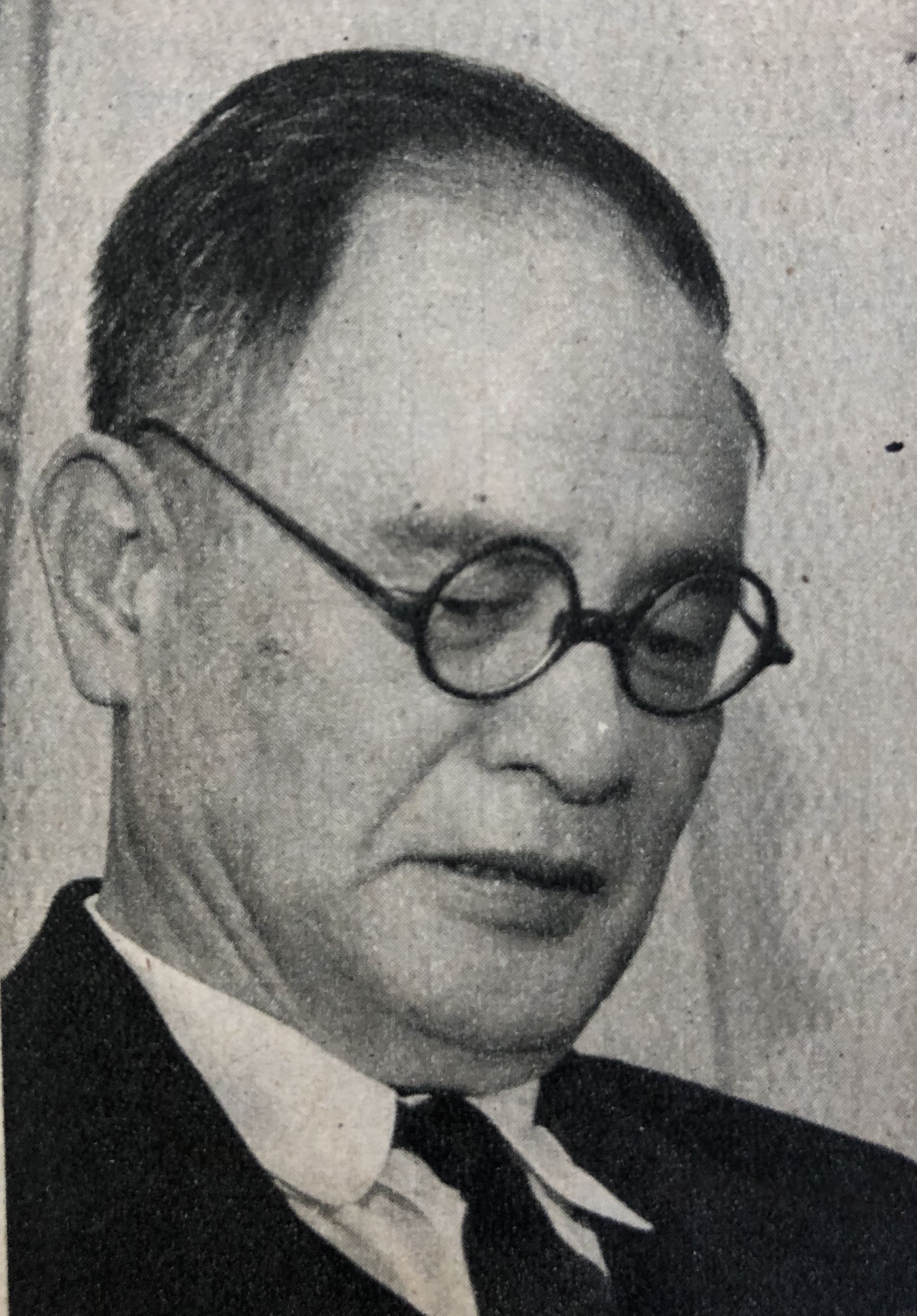
1954年

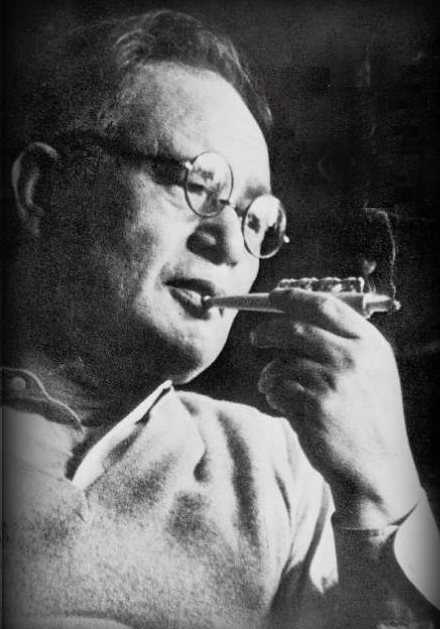
1956年12月、最晩年の重光

9月1日、重光は国連本部を訪れレセプションを開催し、経済復興した日本が国際社会に貢献できると国連加盟をアピールしたが、12月の国連安全保障理事会では、常任理事国の一国であるソ連が拒否権を行使したため、国連への加盟は達成できなかった。国連加盟を果たすため、鳩山一郎内閣は国交がなかったソ連との国交回復を目ざし、1956年（昭和31年）7月、重光はモスクワで日ソ国交回復交渉に入るが、北方領土問題が難航し交渉を妥結できなかった。このことから重光は、『日ソ平和条約締結のためには歯舞・色丹の2島のみを返還するというソ連案を受け入れるしかない』という旨の電文を東京に打電した。
しかし、鳩山は重光の提案を拒否し、重光をスエズ会議に送ったうえで、自らモスクワを訪問して交渉に臨んだ。しかし、北方領土問題を何ら打開できず、アメリカからは弱腰外交だと批判されたため、鳩山は日ソ平和条約の締結および北方領土問題の解決を棚上げすることとし、10月19日、ソ連との国交回復を意味する日ソ共同宣言だけを行い、これによって『日本の国連加盟に反対しない』旨の内諾をソ連から得た。
同年12月18日、国連総会は加盟76か国の全会一致で日本の国連加盟を承認した。重光は日本の国連加盟が認められたことに対する加盟受諾演説で、「日本は東西の架け橋になりうる」と表明し、国連総会に出席していた加盟国の代表団から拍手で受け入れられた。その直後に国連本部前庭に自らの手で日章旗を高々と掲げた重光は、その時の心境を「霧は晴れ 国連の塔は 輝きて 高くかかげし 日の丸の旗」と詠んでいる。
帰国前の12月23日、日本では第3次鳩山一郎内閣が総辞職して石橋湛山内閣が成立していたため、重光も辞任して岸信介に外相ポストを交代することになった。日本への帰途、同行した加瀬俊一に対して笑顔で「もう思い残すことはない」と語った。2020年現在、日本の外務大臣で外交官の経歴を持つ人物は重光が最後となっている。
帰国した翌月の1957年（昭和32年）1月26日、重光は狭心症の発作により神奈川県湯河原町の別荘で急逝した。69歳だった。遺品等の一部は重光の生家の屋敷である無迹庵（むせきあん）に展示されている。
特旨を以て位一級を追陞され、死没日付で正三位から従二位に叙され、重光の外務大臣と国際連合への加盟実現の功績に対し、勲一等旭日桐花大綬章が追贈された。

## 人となり

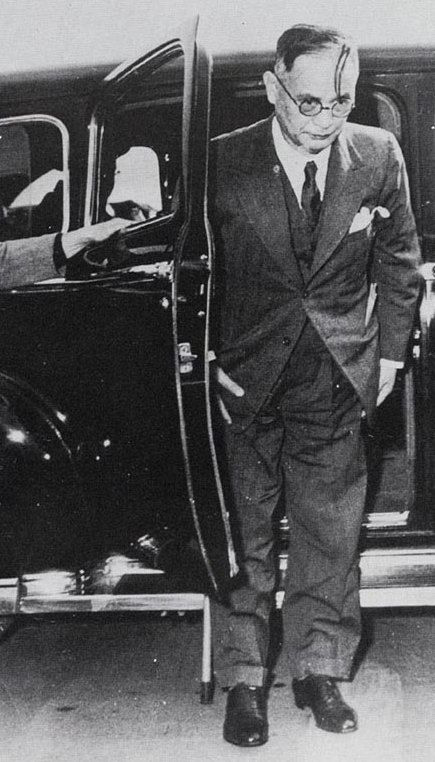
常に杖と共にあった重光

重光を知る者は「欠点がないことが欠点だ」と彼を評することが多かった。重光は駐華公使のとき第一次上海事変終結後の天長節式典で爆弾テロによって右脚を失い、以降公式の場においては重さ10kgの義足をつけるようになった。義足をつけた状態での歩行は大変な困難で実際に100キロも離れた場所に行くこともあったにもかかわらず、彼自身はその事を気にする素振りはなかった。後年ミズーリ号甲板上に重光を吊り上げるために四苦八苦するアメリカの水兵たちを尻目に、重光はまったく臆することなくただ悠然と構えていたという（もっとも、松葉杖を落とすなど署名にかなりもたつき、これを「見苦しい引き延ばし」と勝手に解釈したハルゼーに一喝されたという逸話も伝えられる）。
その後、公務に復帰した際、広田弘毅外相（斎藤実内閣）は、重光の体を気遣って当時外交懸案の少なかった駐ソ大使に任命し、駐ソ大使に予定していた東郷茂徳を駐独大使とした。ところが、張鼓峰事件の処理などを巡って重光とソ連外務省が対立、さらにはソ連のマスコミによって「無能な外交官」と批判された（松岡洋右がこの話を聞いて重光に同情し、後に松岡洋右外相の下で行われた主要国大使の一斉解任の際にも、重光駐英大使だけは対象から外されたという）。また、極東国際軍事裁判において重光の起訴を最も強硬に要求したのはソ連政府だったとされている（上記#敗戦国の全権）。他方、急遽駐独大使となった東郷茂徳のほうもナチス・ドイツに嫌われた挙句に駐独大使を追われ、東京裁判では「親独派」の疑いをかけられる事となり、広田の配慮がどちらも裏目に出る結果となった。
戦後、進駐軍が厚木飛行場に到着した際には、重光は外相兼大東亜相（東久邇宮稔彦王内閣）として横浜市に対し「英米軍を絶対に首都には入れないこと、直接軍政はさせないこと、軍票は使用させないこと」を厳命した。
巣鴨プリズンに収監されている頃に、障害者ながら社会福祉事業家として活躍していたヘレン・ケラーが2度目の来日ニュースが耳に入ってきた際、元将官たちが「あれは盲目を売り物にして居るんだよ」とこき下ろしたことに対して、重光は「彼等こそ憐れむべき心の盲者、何たる暴言ぞや。日本人の為に悲しむべし」と元将官たちを痛烈に批判し、彼らの見解の偏狭さを嘆いている。
近衞文麿とは親交があったが、敗戦後、近衞が戦争に関する自分の責任を回避すべく、天皇や軍部に全責任を転嫁するかのような言動に終始したことについては「戦争責任容疑者の態度はいずれも醜悪である。近衞公の如きは格別であるが…」と述べ、近衞を格別厳しく批判している。
戦後、鳩山一郎内閣で外相・副総理を務めた際、鳩山が「官僚政治家ではなく、党人政治家による政権運営を行いたい」と無神経に発言したため外交官出身の重光は鳩山との関係が悪化した。また鳩山が日ソ国交回復を最優先課題に掲げていたのに対し、重光は対ソ強硬論者であった。

## 栄典
位階
- 1911年（明治44年）12月27日 - 従七位[20]
- 1916年（大正5年）2月12日 - 正七位[20]
- 1918年（大正7年）7月31日 - 従六位[20]
- 1921年（大正10年）1月31日 - 正六位[20]
- 1923年（大正12年）9月29日 - 従五位[20]
- 1928年（昭和3年）2月2日 - 正五位[20]
- 1933年（昭和8年）2月15日 - 従四位[20]
- 1936年（昭和11年）9月15日 - 正四位[20]
- 1939年（昭和14年）10月2日 - 従三位[20][21]
- 1943年（昭和18年）5月1日 - 正三位[20][22]
- 1957年（昭和32年）1月26日 - 従二位（追叙）

勲章等
- 1916年（大正5年）4月1日 - 勲六等瑞宝章・大正三四年従軍記章[20]
- 1920年（大正9年）9月7日 - 勲五等双光旭日章[20][23]
- 1924年（大正13年）5月31日 - 勲四等瑞宝章[20]
- 1930年（昭和5年）4月22日 - 勲三等瑞宝章[20]
- 1940年（昭和15年）
  - 4月29日 - 勲一等旭日大綬章[20]
  - 8月15日 - 紀元二千六百年祝典記念章[24]
- 1941年（昭和16年）9月13日 - 勲一等瑞宝章[20][25]
- 1957年（昭和32年）1月26日 - 勲一等旭日桐花大綬章（追陞）

外国勲章佩用允許
- 1934年（昭和9年）5月9日 - 満州国：勲二位景雲章[26]
- 1935年（昭和10年）9月21日 - 満州国：皇帝訪日紀念章[27]
- 1938年（昭和13年）8月2日 - 満州国：勲一位柱国章[26]
- 1943年（昭和18年）6月2日 - 中華民国政府　特級同光勲章[28]
- 1943年（昭和18年）7月27日 - ドイツ国　ドイツ鷲勲章大十字章[29]

## 著作

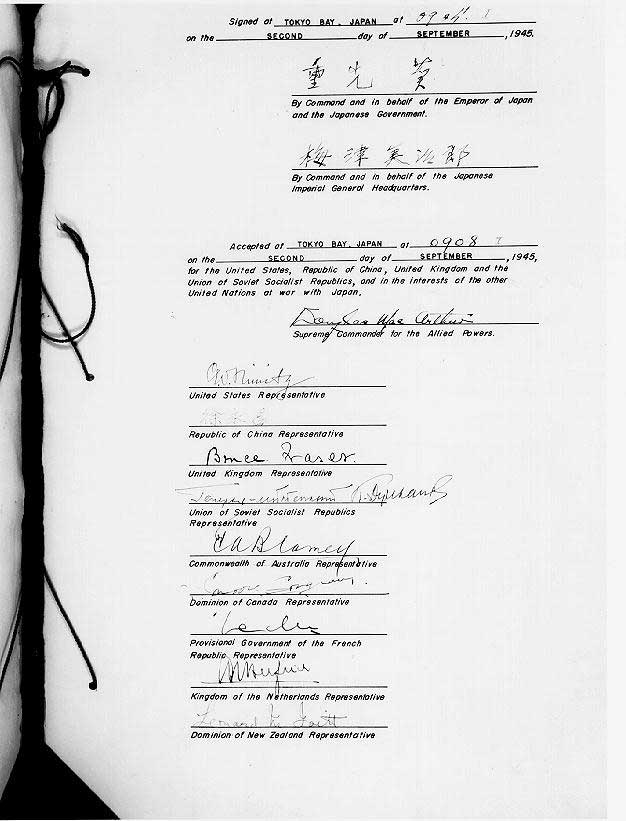
降伏文書の重光の署名

### 著書
- 『昭和の動乱 上巻』中央公論社、1952年3月。 NCID BN03025568。全国書誌番号:52004519。
- 『昭和の動乱 下巻』中央公論社、1952年4月。 NCID BN03025568。全国書誌番号:52004520。
  - 『昭和の動乱』加瀬俊一解題、原書房〈重光葵著作集 1〉、1978年6月。 NCID BN0116630X。全国書誌番号:78023689。著作集はこの巻のみ
  - 『昭和の動乱 上』中央公論新社〈中公文庫〉、2001年10月。ISBN 9784122039186。 NCID BA54105786。全国書誌番号:20228337。
  - 『昭和の動乱 下』牛村圭解説、中央公論新社〈中公文庫〉、2001年10月。ISBN 9784122039193。 NCID BA54105786。全国書誌番号:20228338。文庫は各・新版刊
- 『外交回想録』毎日新聞社、1953年9月。 NCID BN07356920。全国書誌番号:53006554。
  - 『外交回想録』（新版）毎日新聞社、1978年8月。 NCID BN0209728X。全国書誌番号:78028108。
  - 『重光葵 外交回想録』日本図書センター〈人間の記録 7〉、1997年2月。ISBN 9784820542469。 NCID BA29982974。全国書誌番号:98000235。
  - 『外交回想録』筒井清忠解説、中央公論新社〈中公文庫〉、2011年7月。ISBN 9784122055155。 NCID BB06408354。全国書誌番号:21978479。
- 『巣鴨日記』文藝春秋新社、1953年5月。 NCID BN0550535X。全国書誌番号:53003909。
巣鴨プリズンでの獄中日記（正編は昭和23年11月判決まで）、『月刊 文藝春秋』 昭和27年8月号に抜粋掲載
  - 『巣鴨日記　獄中から見た東京裁判の舞台裏』山岡鉄秀解説（新字体・現代かな遣いの改訂新版）、ハート出版、2023年5月。ISBN 9784802401579。
- 『続 巣鴨日記』文藝春秋新社、1953年12月。 NCID BN0550535X。全国書誌番号:54001934。
  - 『巣鴨日記 正・続 -昭和21年4月29日～25年11月21日 』一ノ瀬俊也解題（初刊版を合本復刻）、吉川弘文館、2021年11月。ISBN 9784642039086。 NCID BC11702176。全国書誌番号:23611798。
- 国広寿 編『庚寅牢吟』国広寿、1989年2月。全国書誌番号:89048093。

### 文書集
- 『革命外交 重光駐支公使報告書』外務省、1931年12月。全国書誌番号:21492272。
  - 『満州事変と重光駐華公使報告書 外務省記録「支那ノ対外政策関係雑纂『革命外交』」に寄せて』服部龍二解説、日本図書センター、2002年10月。ISBN 9784820594772。 NCID BA59812973。全国書誌番号:20344769。

上記1931年12月に、作成・提出した外交報告書『革命外交』に解説を付した復刻版
- 『重光外務大臣主要演説集』外務省情報局、1955年6月。全国書誌番号:97056061。
- 『重光外務大臣訪米言説集』外務省情報局、1955年9月。 NCID BN10817828。全国書誌番号:20918478。
- 伊藤隆・渡邉行男 編『重光葵手記』中央公論社、1986年11月。ISBN 9784120015182。 NCID BN00836360。全国書誌番号:87009757。
- 伊藤隆・渡邊行男 編『続 重光葵手記』中央公論社、1988年5月。ISBN 9784120016844。 NCID BN00836360。全国書誌番号:88038169。
- 伊藤隆・武田知己 編『重光葵 最高戦争指導会議記録・手記』中央公論新社、2004年7月。ISBN 9784120035494。 NCID BA67849017。全国書誌番号:20667651。
- 重光葵記念館 編『重光葵・外交意見書集 第1巻－駐ソ大使・駐英大使時代』武田知己監修・解説、、現代史料出版、2010年1月。ISBN 9784877851576。 NCID BB00747266。全国書誌番号:21712281。
- 重光葵記念館 編『重光葵・外交意見書集 第2巻－駐華大使・外務大臣時代（上）』武田知己監修・解説、、現代史料出版、2007年12月。ISBN 9784877851583。 NCID BA84307724。全国書誌番号:21353968。
- 重光葵記念館 編『重光葵・外交意見書集 第3巻－外務大臣時代（下）・その他』武田知己監修・解説、、現代史料出版、2008年12月。ISBN 9784877851590。 NCID BA88184091。全国書誌番号:21523150。

### 評伝
- 渡邊行男 『重光葵 上海事変から国連加盟まで』※（中央公論社〈中公新書〉、1996年）、ISBN 4-12-101318-2
- 岡崎久彦 『重光・東郷とその時代』※（PHP研究所、2001年／PHP文庫、2003年）、ISBN 4-569-66038-X
- 福冨健一 『重光葵 連合軍に最も恐れられた男』※（講談社、2011年）、ISBN 4-06-217115-5

### 伝記小説
- 豊田穣 『孤高の外相 重光葵』（講談社、1990年）、ISBN 4-06-204611-3
- 阿部牧郎 『勇断の外相 重光葵』（新潮社、1997年）、ISBN 4-10-368805-X
- 植松三十里 『調印の階段』※（PHP研究所 2012年／PHP文芸文庫 2015年）、ISBN 4-569-76418-5

### 研究書・論文
- 武田知己『重光葵と戦後政治』（吉川弘文館、2002年）、ISBN 4-642-03743-8。オンデマンド版2013年
- 牛村圭『「勝者の裁き」に向きあって――東京裁判をよみなおす』（筑摩書房〈ちくま新書〉、2004年）、ISBN 4-480-06162-2
- 浅野豊美『帝国日本の植民地法制――法域統合と帝国秩序』（名古屋大学出版会、2008年）、ISBN 4-815-80585-7
- 小泉憲和『重光葵と昭和の時代――旧制五高で学んだ外交官の足跡』（原書房〈明治百年史叢書〉、2010年）、ISBN 978-4562045594
- 臼井勝美『中国をめぐる近代日本の外交』（筑摩書房、1983年）。全国書誌番号:84006858、NCID BN00469022。
- 酒井哲哉『大正デモクラシー体制の崩壊――内政と外交』（東京大学出版会、1992年）。ISBN 4130360620
- 田中孝彦『日ソ国交回復の史的研究――戦後日ソ関係の起点 1945～1956』（有斐閣〈一橋大学法学部研究叢書〉、1993年）ISBN 4641199191
- 波多野澄雄『太平洋戦争とアジア外交』（東京大学出版会、1996年）。ISBN 4130301071
- 小池聖一『満州事変と対中国政策』（吉川弘文館、2003年）。ISBN 4642037608
- 田浦雅徳「重光葵――その世界構想」『彷書月刊（特集・昭和の外交官）』、1988年3月号 通巻第31号。ISSN 0911-7253
- 御厨貴「昭和20年代における『第二保守党』の軌跡――『芦田日記』『重光日記』にみる芦田・重光・三木」
  - 近代日本研究会編『年報・近代日本研究（9）戦時経済』（山川出版社、1987年）。ISBN 4634613905

### その他
- 小林よしのり『いわゆるA級戦犯――ゴー宣SPECIAL』（幻冬舎、2006年、ISBN 4-344-01191-0）
- 門井慶喜『東京帝大叡古教授』（小学館、2015年、ISBN 978-4093864084）